# Szűcsi, Heves
Szűcsi  este un sat în districtul Gyöngyös, județul Heves, Ungaria, având o populație de 1.617 locuitori (2011). 

## Demografie
Componența etnică a satului Szűcsi
     Maghiari (96,34%)
     Romi (2,74%)
     Alții (0,91%)
Componența confesională a satului Szűcsi
     Fără religie (4,51%)
     Reformați (1,67%)
     Necunoscută (92,95%)
     Atei (0,87%)
     Alte religii (0,68%)
Conform recensământului din 2011, satul Szűcsi avea 1.617 locuitori. Din punct de vedere etnic, majoritatea locuitorilor (96,34%) erau maghiari, cu o minoritate de romi (2,74%). Nu există o religie majoritară, locuitorii fiind persoane fără religie (4,51%) și reformați (1,67%). Pentru 92,95% din locuitori nu este cunoscută apartenența confesională.